# أنتون مورافيسيتش
أنتون مورافيسيتش، من مواليد 3 يونيو 1931، وتوفي في 12 ديسمبر 1996، لاعب كرة قدم تشيكوسلوفاكي.
لعب مع منتخب تشيكوسلوفاكيا لكرة القدم 25 مباراة وسجل 10 أهداف.
- أنتون مورافيسيتش على موقع الاتحاد الدولي (مؤرشف)  (الإنجليزية)
- أنتون مورافيسيتش على موقع الاتحاد التشيكي (الإنجليزية)
- أنتون مورافيسيتش على موقع قاعدة بيانات كرة القدم.إي يو (الإنجليزية)
- أنتون مورافيسيتش على موقع ناشيونال فوتبول تيمز (الإنجليزية)
- أنتون مورافيسيتش على موقع Soccerway.com (الإنجليزية)
- أنتون مورافيسيتش على موقع عالم كرة القدم.نت (الإنجليزية)